# Thyreomelecta paucimaculosa
Thyreomelecta paucimaculosa là một loài Hymenoptera trong họ Apidae. Loài này được Alfken mô tả khoa học năm 1931.